# Anton al Saxoniei
Anton (Anton Clemens Theodor Maria Joseph Johann Evangelista Johann Nepomuk Franz Xavier Aloys Januar; 27 decembrie 1755 – 6 iunie 1836), a fost rege al Saxoniei (1827–1836) din Casa de Wettin. A fost supranumit Anton der Gütige, (ro: Anton cel Bun).

## Biografie
A fost al cincilea fiu însă al treilea care a atins vârsta adultă al lui Frederic Christian, Elector de Saxonia și a Mariei Antonia de Bavaria. Cu puține șanse de a lua parte la politica principatului Saxoniei sau să primească teritorii de la fratele său mai mare, Anton a trăit în umbră. 
În timpul primilor ani ai domniei fratelui său ca Elector, Anton era al doilea în linie, precedat de fratele său Karl. Moartea lui Karl (8 septembrie 1781) l-a transformat în Prinț Moștenitor (Kronprinz). Toate sarcinile Electoarei Amalie, cu excepția unei fiice,  au sfârșit prin avort spontan.
Mătușa sa, Marie-Josèphe de Saxonia, Delfină a Franței, a vrut să-și logodească fiica, Marie Zéphyrine a Franței cu Anton; decesul Mariei Zéphyrine la vârsta de cinci ani în 1755 a dus la abandonarea planului. O altă candidată franceză a fost sora Mariei Zéphyrine, Marie Clothilde (mai târziu regină a Sardiniei), însă planul nu a avut finalitate.
La Torino la 29 septembrie 1781 (prin procură) și apoi la Dresda la 24 octombrie 1781 (în persoană), Anton s-a căsătorit cu Prințesa Maria Carolina de Savoia, fiica regelui Victor Amadeus al III-lea al Sardiniei și a Mariei Antonia a Spaniei. Caroline a murit la numai un an de la căsătorie, la 28 decembrie 1782 de variolă. Nu au avut copii.

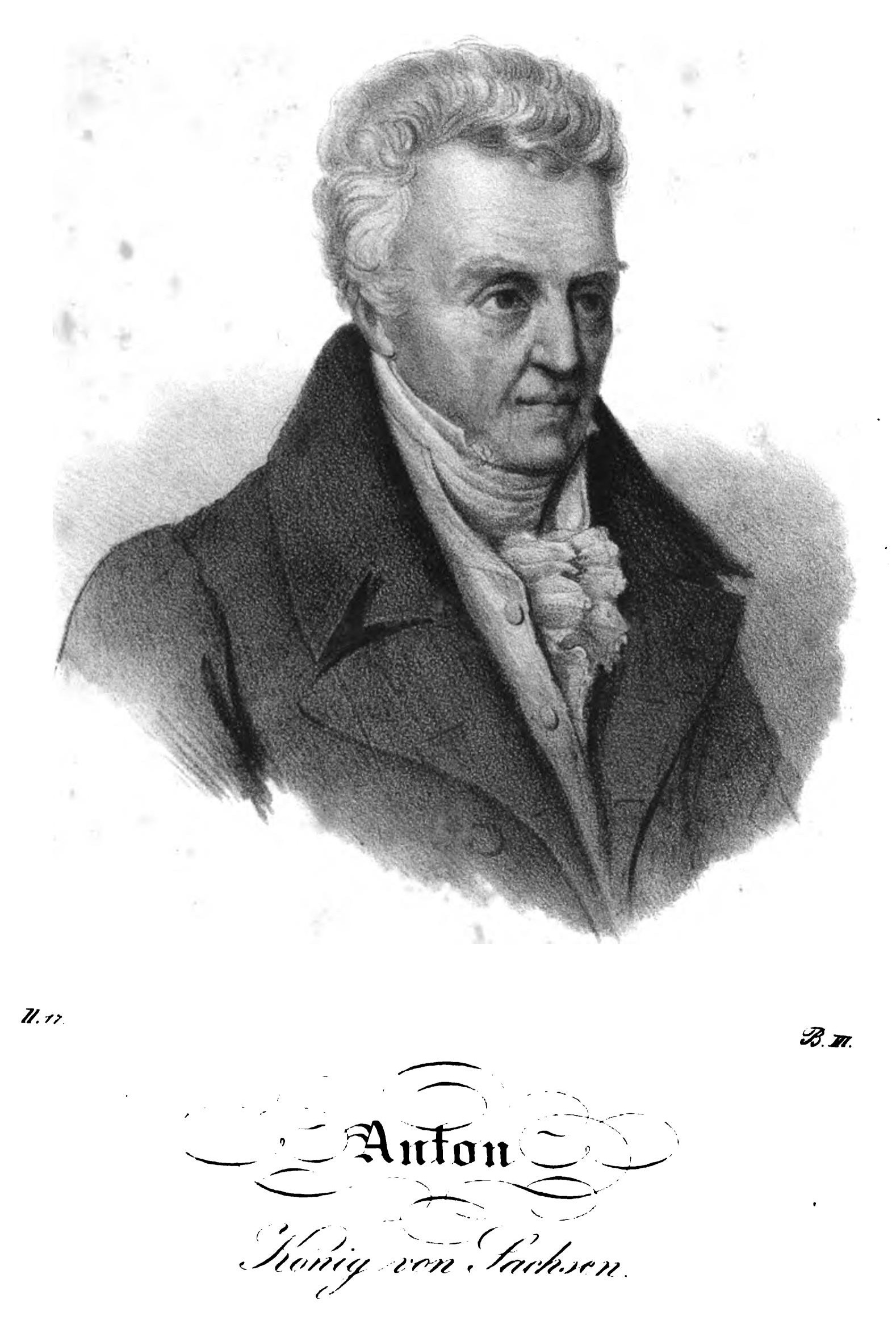
Anton al Saxoniei

La Florența la 8 septembrie 1787 (prin procură) și apoi la Dresda la 18 octombrie 1787 (în persoană), Anton s-a recăsătorit cu Arhiducesa Maria Theresia de Austria, fiica Marelui Duce Leopold I de Toscana (mai târziu a devenit împăratul Leopold al II-lea). Inițial, opera lui Mozart Don Giovanni urma să fie cântată în onoarea lui Anton și a soției sale pentru o vizită la Praga la 14 octombrie 1787, în timpul călătoriei lor dintre Dresda și Viena, iar libretul a fost publicat cu o dedicație pentru ei. Premiera totuși nu a putut fi aranjată din timp, așa că opera a fost înlocuită la ordinele exprese ale unchiului miresei, împăratul Iosif al II-lea, cu Nunta lui Figaro.
 
Alegerea operei Nunta lui Figaro a fost considerată nepotrivită pentru o mireasă și cuplul a părăsit clădirea operei devreme, fără să vadă în întreagime piesa. Mozart s-a plâns cu amărăciune de intrigile din jurul acestui incident într-o scrisoare către prietenul său Gottfried von Jacquin, scrisoare care a fost scrisă în etape între 15 octombrie și 25 octombrie 1787. Anton a fost de asemenea prezent la Praga în septembrie 1791 pentru premiera operei lui Mozart La clemenza di Tito, care a fost scrisă ca parte a ceremoniei de încoronare a împăratului Leopold al II-lea ca rege al Boemiei.
Cuplul a avut patru copii, însă niciunul nu a supraviețuit vârstei de doi ani:
1. Prințesa Maria Ludovika Auguste Fredericka Therese Franziska Johanna Aloysia Nepomucena Ignatia Anna Josepha Xaveria Franziska de Paula Barbara (n. 14 martie 1795, Dresda – d. 25 aprilie 1796, Dresda)
2. Prințul Frederick Augustus (n./d. 5 aprilie 1796, Dresda)
3. Prințesa Maria Johanna Ludovica Anna Amalia Nepomucena Aloysia Ignatia Xaveria Josepha Franziska de Chantal Eva Apollonia Magdalena Crescentia Vincentia (n. 5 aprilie 1798 – d. 30 octombrie 1799, Dresda)
4. Prințesa Maria Theresia (n./d. 15 octombrie 1799, Dresda)

## Rege al Saxoniei
Anton i-a succedat fratelui său Frederick August I ca rege al Saxoniei după decesul acestuia, la 5 mai 1827. Noul rege în vârstă de 71 de ani era complet neexperimentat în guvernare, așa că el nu a avut nici o intenție de a modifica profund politica internă și externă.
După Revoluția din Iulie din 1830 din Franța, în toamnă au început tulburări în Saxonia. Pentru că oamenii doreau un regent tânăr, Anton a fost de acord să-l numească pe nepotul său Frederick Augustus Prinț Co-Regent (Prinz-Mitregenten). O altă consecință a tulburărilor a fost acceptarea unei noi constituții în 1831, care a intrat în vigoare la 4 septembrie 1831. Odată cu noua constituție, Saxonia a devenit monarhie constituțională și a obținut o legislatură bicamerală.
Constituția a fost mai conservatoare decât alte constituții existente la acest moment în Uniunea germană. Totuși constituția servit Saxonia până în 1918. Regele și-a păstrat suveranitatea sa exclusivă, dar a fost obligat să coopereze cu miniștrii și cu deciziile celor două Camere reunite. 
Fără moștenitori masculini în viață, Anton a fost succedat ca rege de nepotul său, Frederic Augustus al II-lea.